# Jacques Bainville
Jacques Pierre Bainville (Vincennes, 9 febbraio 1879 – Parigi, 9 febbraio 1936) è stato un giornalista e storico francese. 
Autore di brillanti opere storiche, scrittore politico e commentatore di politica estera, fu eletto il 25 marzo 1935 membro per il seggio numero 34 dell'Académie française, ma morì improvvisamente prima di occuparlo.

## Biografia
Proveniente da una famiglia di idee repubblicane e patriottiche, Bainville aderì giovanissimo a convinzioni monarchiche e nazionaliste, antiliberali e antidemocratiche. Amico e seguace di Charles Maurras, egli fu, sin dalla fondazione nel 1899, tra i più assidui collaboratori dell'Action Française, organo del movimento nazionalista propugnante una riforma della Francia in senso autoritario. Al contrario di Maurras, egli era convinto dell'innocenza di Alfred Dreyfus. Collaborò regolarmente al giornale L'Action française e alla Revue de deux mondes.
La sua lucida e profetica denuncia del Trattato di Versailles è contenuta nel celebre libro Les Conséquences Politiques de la Paix, apparso nel 1920 come complemento al libro di Keynes, The Economic Consequences of the Peace. Tale giudizio fu abbracciato retrospettivamente anche da Raymond Aron, secondo il quale Bainville vide giusto quando comprese, con largo anticipo sugli altri osservatori e contrastando le idee prevalenti all'epoca, che le durissime condizioni economiche imposte alla Germania dal Trattato avrebbero provocato nei tedeschi il desiderio di vendicarsi, vista l'impossibilità di liquidare l'enorme debito di guerra deciso dai vincitori in non meno di 30 anni.
Secondo Bainville, i responsabili furono il presidente USA Thomas Woodrow Wilson e il primo ministro britannico David Lloyd George che col loro moralismo naïf punirono oltremodo i nemici sconfitti, dimenticando gli imperativi della geo-politica. Ad esempio, a Versailles si decise di smembrare l'ex Impero d'Austria-Ungheria, cacciando la dinastia degli Asburgo, che avrebbe potuto invece costituire un argine alle ambizioni continentali della Germania: veniva così balcanizzata l'Europa centrale, dove all'epoca vivevano importanti minoranze tedesche. La Germania venne invece conservata unita e centralizzata, creando le premesse per una sua rapida ripresa. Bainville riassunse la sua opinione sul Trattato con la seguente formula: «una pace troppo dolce per ciò che essa ha di duro e troppo dura per ciò che essa ha di dolce».

## Opere
- Louis II de Bavière, 1900
- Bismarck et la France, 1907 (saggi)
- Le Coup d'Agadir et la guerre d'Orient, 1913 (saggi)
- Histoire de deux peuple, 1915; Histoire de deux peuple, continuée jusqu'a Hitler, Collection Les Grandes Études Historiques, Artheme Fayard, Paris, 1935
- La Guerre et l'Italie. Purquoi l'Italie a voulu la guerre. Ce que l'Italie attend de la guerre. L'Italie et l'Autriche. L'Italie et l'Allemagne. L'avenir des relations franco-italiennes, Artheme Fayard, Paris, 1916.
- Petit Musée germanique, 1917.
- Comment est née la révolution russe, 1917.
- Histoire de trois générations: 1815-1918, avec un épilogue pour la quatrième, Artheme Fayard, Paris, 1918
- Après la guerre. Comment placer sa fortune, Nouvelle librairie nationale, Paris, 1919
- Les Conséquences politiques de la paix, Fayard, Paris, 1920
- Ironie et Poésie, 1923
- Filiations, 1923
- Heur et malheur des Français, 1924
- Histoire de France, 1924
- Le Dix-huit brumaire, 1925
- Le Salon d'Aliénor, 1926
- Nouveau Dialogue dans le salon d'Aliénor, 1926
- Polioute, 1926
- L'Allemagne romantique et réaliste, 1927
- Le Critique mort jeune, 1927
- Au seuil du siècle, 1927
- Jaco et Lori, 1927
- Le Vieil Utopiste
- Petite Histoire de France, 1928
- Couleurs du temps, 1928
- La Tasse de Saxe, 1928
- Le Jardin des lettres, 1929
- Une saison chez Thespis, 1929
- Une histoire d'amour, 1929
- Napoléon, 1931
- Maximes et Réflexions, 1931
- Les Sept Portes de Thèbes, 1931
- Bismarck, Collection L'Histoire vivante, Éditions du siècle, Paris, 1932
- Les Étonnements de Michou, 1934
- La Troisième République, 1870-1935, 1935
- Les Dictateurs, Denoël et Steele, Paris, 1935
- Lectures, Fayard, Paris, 1937
- Journal, 1901-1918, Plon, Paris, 1948
- Journal, 1919-1926, Plon, Paris, 1949
- Journal, 1927-1935, Plon, Paris, 1949
- Journal inédit (1914), Plon, Paris, 1953
- La Guerre démocratique. Journal 1914-1915, a cura di Dominique Decherf, Bartillat, Paris, 2000.

## Opere tradotte in italiano
- Storia di Francia (Histoire de France) 2 voll., traduzione di Ugo Morinelli, Collezione Storia e vita n.13, Bologna, Cappelli Editore, 1928-1956.
- Napoleone (Napoléon, Fayard, Paris, 1931), traduzione di Francesco Flora, Messina, Giuseppe Principato Editore, 1932.
- Napoleone. La più autorevole biografia di Napoleone Bonaparte, prefazione di Patrice Gueniffey, trad. Massimo Giuffredi, Collana I Saggi n.309, Milano, Baldini Castoldi Dalai editore, 2006, ISBN 978-88-8490-920-6.